# Konami GX
Konami GX est un système de jeux vidéo pour borne d'arcade compatible JAMMA destiné aux salles d'arcade, créé par la société japonaise Konami en 1994.

## Liste des jeux
- Daisu-Kiss
- Dragoon Might
- Gokujyou Parodius / Fantastic Journey
- Golfing Greats 2 / Konami's Open Golf Championship
- Lethal Enforcers 2: Gun Fighters
- Racin' Force
- Run And Gun 2 / Slam Dunk 2
- Rushing Heroes
- Salamander 2
- Sexy Parodius
- Soccer Superstars
- Taisen Puzzle-dama / Crazy Cross
- Tokimeki Memorial Taisen Puzzle-Dama / Crazy Cross 2
- Tokkae Puzzle-dama
- Twin Bee Yahhoo! / Magical Twin Bee
- Vs. Net Soccer
- Winning Spike